# Blanca II. von Navarra

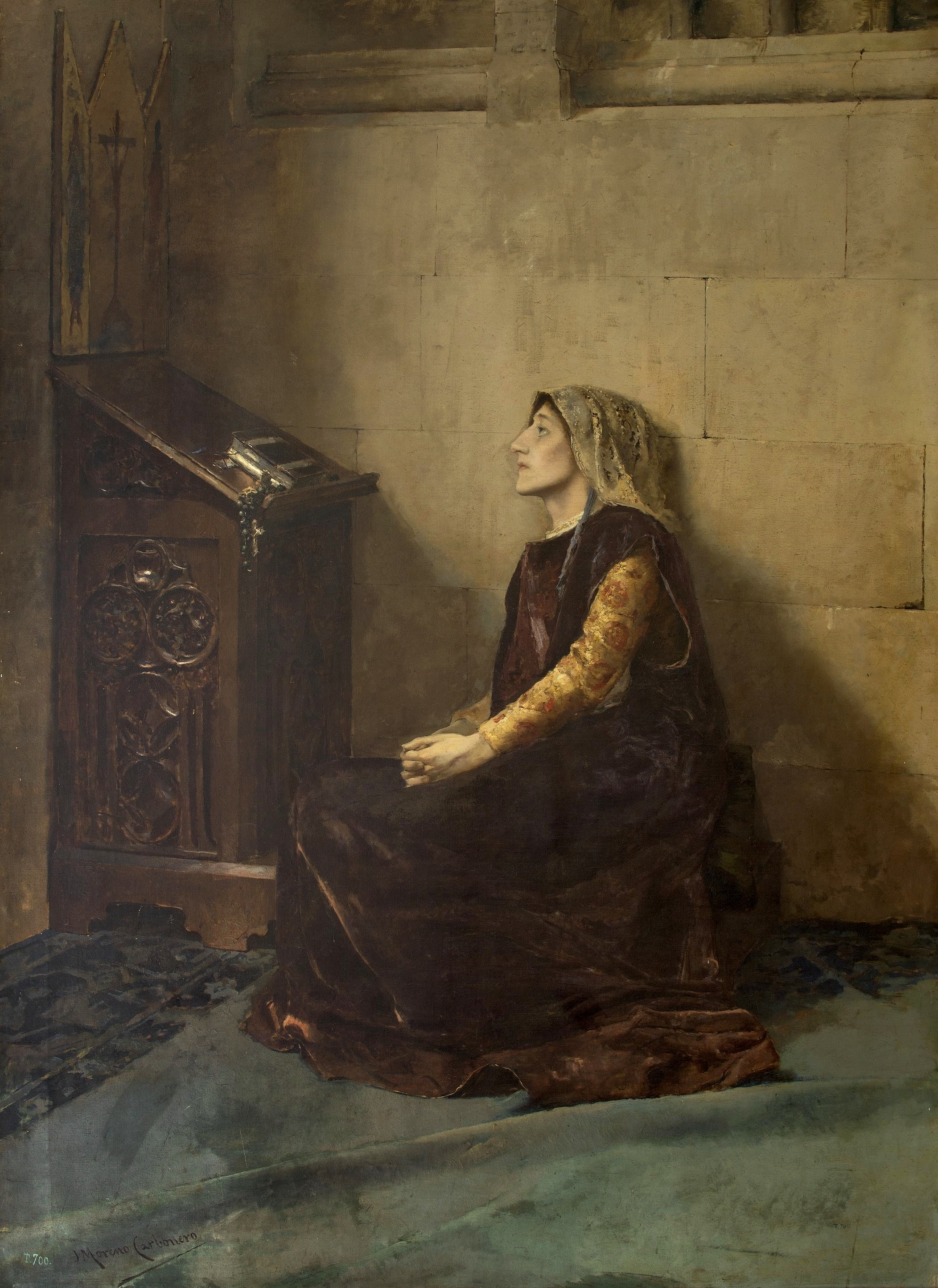
Blanca als Gefangene ihres Vaters in der Burg von Olite. Gemälde des Historienmalers José Moreno Carbonero (1860–1942) im Museo do Prado.

Wappen Blancas II. als Königin von Sizilien, Gräfin von Nemours, Herzogin von Athen und Neopatria, schließlich Königin von Navarra

Blanca de Trastámara y de Evreux (* 9. Juni 1424 in Olite; † 2. Dezember 1464 in Orthez) war eine Infantin von Aragón und Navarra, Infantin von Kastilien durch Heirat (1440–1453) und Titularkönigin von Navarra als Blanca II. (23. September 1461–2. Dezember 1464).

## Leben
Sie wurde als drittes Kind und zweite Tochter der Infantin Blanka von Navarra und deren zweitem Ehemann Johann II. von Aragón, Herzog von Peñafiel, geboren.
Ihre ältere Schwester Juana starb am 22. August 1425. Als ihr Großvater Karl III. von Navarra, genannt der Edelmütige, am 8. September 1425 starb, bestiegen ihre Eltern den Thron Navarras, ihre Mutter als Königin von Navarra aus eigenem Recht, die das Königreich von ihrem Vater geerbt hatte.
Am 22. November 1436 wurde in Toledo nach sechsjährigem Krieg Frieden zwischen Navarra und Kastilien geschlossen. Um dies zu bestätigen, wurde die Ehe zwischen der zwölfjährigen Infantin Blanca und dem elfjährigen Kronprinzen Heinrich IV. von Kastilien beschlossen.
Zusammen mit ihrer Mutter Blanca I. reiste sie zur formellen Eheschließung mit Prinz Heinrich IV. am 16. September 1440 in Valladolid. Die Königin nahm auch die Gelegenheit wahr, zum Kloster Real Monasterio de Nuestra Señora de Guadalupe in Extremadura zu pilgern und in den Streitereien ihres Mannes mit den kastilischen Adligen zu vermitteln. Am 1. April 1441 starb ihre Mutter in Kastilien.
Während des Navarresischen Bürgerkriegs (1451–1455) zwischen ihrem Vater und ihrem Bruder Karl von Viana, Fürst von Viana, ausbrach, lebte Blanca in Kastilien in einer unglücklichen Ehe, welche am 2. Mai 1453 wegen Nichtvollzug auf Veranlassung von Heinrich vom Papst annulliert wurde. Blanca kehrte nach Navarra zurück. Am 23. September 1461 starb ihr Bruder Karl. Dieser hatte kurz zuvor in seinem Testament das Testament ihrer Mutter vom 17. Februar 1439 bestätigt, welches festlegte, dass ihr ältestes Kind den Thron von Navarra erben sollte.
Blanca wurde aber von ihrem Vater in Palacio Real de Olite eingesperrt. Dieser schlug ihr auch die Heirat mit Charles de Valois, duc de Berry, vor, dem jüngeren Bruder von Ludwig XI. von Frankreich. Dies war aber nur eine List, um sie von ihren Anhängern, den Beaumonteses wegzulocken, welche sie befreien wollten. Sie lehnte den Vorschlag ihres Vaters ab.
Am 30. April 1462 setzte sie in Saint-Jean-Pied-de-Port ihren ehemaligen Ehemann, den jetzigen König Heinrich IV. von Kastilien, als Thronfolger ein. Dies hätte die Vereinigung der Kronen von Kastilien und Navarra bewirkt.
In Béarn angekommen, wurde Blanca im Torre Moncada in Orthez festgehalten, wo sie am 2. Dezember 1464 unter unbekannten Umständen starb, mit erst 40 Jahren. Einige Historiker geben an, dass dies auf Befehl ihrer Schwester geschah, während andere ihren Vater vermuten. Sie wurde in der Kathedrale von Lescar bestattet.
Im Widerspruch zu ihrem Testament blieb Johann II. König bis zu seinem Tod 1479 und danach folgte diesem ihre Schwester Eleonore von Navarra, welche immer auf Seite ihres Vaters stand.